# Drown (Bring Me the Horizon)
Drown è un singolo del gruppo musicale britannico Bring Me the Horizon, pubblicato il 3 novembre 2014 dalla Epitaph Records.
Inizialmente edito come singolo separato, una versione registrata nuovamente figura nel quinto album della band That's the Spirit.

## Descrizione
Il brano, musicalmente, mostra una svolta radicale dal suono dei precedenti lavori metalcore della band. La critica lo ha definito con più etichette rock, tra cui alternative rock, pop punk, e emo, e si distingue soprattutto per il suo stile marcatamente "arena rock" simile a gruppi come U2 e Thirty Seconds to Mars.

## Video musicale
Il video ufficiale del brano, pubblicato il 21 ottobre 2014, è stato diretto da Jakob Printzlau, meglio conosciuto con il nome d'arte Plastic Kid.

## Tracce
Testi di Oliver Sykes, musiche dei Bring Me the Horizon.
Vinile 7", download digitale
1. Drown – 3:41

Download digitale (versione live)
1. Drown (Live from Maida Vale) – 3:45

## Classifiche
| Classifica (2014)             | Posizione massima |
| ----------------------------- | ----------------- |
| Australia                     | 27                |
| Austria                       | 63                |
| Belgio (Fiandre)              | 80                |
| Germania                      | 90                |
| Regno Unito                   | 17                |
| Regno Unito (download)        | 7                 |
| Regno Unito (rock & metal)    | 1                 |
| Scozia                        | 11                |
| Stati Uniti (rock)            | 11                |
| Stati Uniti (mainstream rock) | 8                 |
| Ungheria                      | 38                |

### Classifiche di fine anno
| Classifica (2015)             | Posizione |
| ----------------------------- | --------- |
| Stati Uniti (rock)            | 64        |
| Stati Uniti (mainstream rock) | 28        |